# Karosseriflex
Karosseriflex innebär brist på styvhet hos ett motorfordonschassi. Det bör som regel undvikas vid utformning av personbilar. Orsaken är att flexning är ett tecken på strukturell svaghet, och innebär att bilens fjädring inte kan arbeta så effektivt - karossen tar upp "glapp", snarare än de delar av bilen som är särskilt utformade för det syftet. 
Hos tunga fordon är flexrörelser i ramen inte bara oundvikliga. Det kan också vara en förutsättning för framkomlighet vid t.ex. anläggningskörning. Ett problem i sammanhanget är att dessa s.k. frame beaming vibrationer bidrar till att yrkesförare kan utsättas för helkroppsvibration över Arbetsmiljöverkets Insatsvärde.
Ett chassi som flexar kan drabbas av utmattningsskador i form av sprickor och fortsatt "uppmjukning" som på sikt leder till mekaniskt haveri. Sportiga bilar är utformade för att vara mycket styva, medan vardagsbilar och i synnerhet cabrioleter oftast är mer flexibla. Moderna standardbilar är dock uppemot 25 ggr styvare än en tävlingsbil från tiden före andra världskriget. 